# The Best of Blind Melon
Tones of Home: The Best of Blind Melon es un álbum compilatorio de la banda Blind Melon, lanzado el 27 de septiembre de 2005. Es el quinto álbum de la banda y el tercero póstumo tras la muerte del excantante Shannon Hoon.

## Lista de temas
1. "Tones of Home"
2. "Change"
3. "Paper Scratcher"
4. "No Rain"
5. "I Wonder"
6. "Time"
7. "Galaxie"
8. "Mouthful of Cavities"
9. "Walk"
10. "Toes Across the Floor"
11. "2 x 4"
12. "St. Andrew's Fall"
13. "Soup"
14. "Pull"
15. "Soul One"
16. "No Rain" (Ripped Away Version)
17. "Three Is a Magic Number"
18. "Soak the Sin" (live)
19. "Deserted" (live)

- Datos: Q3531535